# Hettenschlag
Hettenschlag é uma comuna francesa na região administrativa de Grande Leste, no departamento Alto Reno. Estende-se por uma área de 7,69 km². Em 2010 a comuna tinha 339 habitantes (densidade: 44,1 hab./km²).